# شویچی کامیمورا
شویچی کامیمورا (ژاپنی: 上村 秀一؛ زادهٔ ۱ سپتامبر ۱۹۸۱) یک بازیکن فوتبال اهل ژاپن است.
از باشگاه‌هایی که در آن بازی کرده‌است می‌توان به باشگاه فوتبال کیوتو سانگا و باشگاه فوتبال ساگان توسو اشاره کرد.